# Torpeda 65-73
Torpeda 65-73 – opracowana w 1973 roku radziecka przeciwokrętowa torpeda ciężka z głowicą termojądrową. Torpeda 65-73 jest przenoszona przez okręty podwodne i służy do zwalczania lotniskowców oraz instalacji brzegowych. Pocisk nie jest wyposażony w układ naprowadzania i kontrolowany jest żyroskopowo. Odmiana tej torpedy oznaczona jako 65-76 Kit („wieloryb”) wyposażona jest w głowicę konwencjonalną.